# Armando Parente
Armando Parente (ur. 9 marca 1989 roku w Lizbonie) – portugalski kierowca wyścigowy.

## Kariera

### Początki
Parente rozpoczął karierę w wyścigach samochodowych w 2007 roku od startów Master Junior Formula, gdzie raz stanął na podium. Z dorobkiem 29 punktów uplasował się tam na piętnastej pozycji w klasyfikacji generalnej. Rok później Portugalczyk startował w ADAC Formel Masters. W szesnastu wyścigach, w których wystartował, raz zwyciężył i ośmiokrotnie stawał na podium. Uzbierane 171 punktów pozwoliło mu zdobyć tytuł mistrzowski.

### Formuła Acceleration 1
W sezonie 2014 Portugalczyk powrócił do wyścigów, startując w nowo utworzonej Formule Acceleration 1. W ciągu sześciu wyścigów, w których wystartował, uzbierał łącznie czterdzieści punktów. Dało mu to siódme miejsce w końcowej klasyfikacji kierowców.

## Statystyki
| Sezon | Seria                                    | Zespół                    | Wyścigi | Zwycięstwa | PP | NO | Podium | Punkty | Pozycja |
| ----- | ---------------------------------------- | ------------------------- | ------- | ---------- | -- | -- | ------ | ------ | ------- |
| 2007  | Master Junior Formula                    |                           | 3       | 0          | 0  | 1  | 1      | 29     | 15      |
| 2008  | ADAC Formel Masters                      | URD Rennsport             | 16      | 1          | 3  | 1  | 8      | 171    | 1       |
| 2014  | Formuła Acceleration 1                   | Team Ghinzani             | 6       | 0          | 0  | 0  | 0      | 40     | 7       |
| 2014  | Formuła Acceleration 1                   | Moma Motorsport           | 6       | 0          | 0  | 0  | 0      | 40     | 7       |
| 2014  | Portuguese Sport Prototypes Championship | Parkalgar Racing Services | 6       | 0          | 0  | 0  | 0      | 55     | 7       |